# Aldo Ino Ilešič
Aldo Ino Ilešič, slovenski kolesar, * 1. september 1984, Ptuj.
Ilešič je nekdanji profesionalni kolesar, ki je tekmoval za ekipe Perutnina Ptuj, Sava, Team Type 1, UnitedHealthcare, Team Vorarlberg in Astellas med letoma 2004 in 2016. Leta 2003 je osvojil etapno zmago na 3. etapi in zeleno majico za leteče cilje na Dirki po Sloveniji. Leta 2008 je zmagal na dirkah Trofej Poreč in Banja Luka–Beograd, leta 2023 pa na dirki Clarendon Cup.